# Carlota de Benito Moreno
Carlota de Benito Moreno (Madrid, 26 de julio de 1985) es una investigadora española y doctora en lingüística, especializada en el uso dialectal del lenguaje en los entornos rurales y en las redes sociales.

## Trayectoria
Licenciada en Filología Hispánica y en Derecho por la Universidad Autónoma de Madrid en 2008, se doctoró posteriormente en Lingüística por la misma universidad bajo la supervisión de Inés Fernández-Ordóñez y Johannes Kabatek. Su tesis doctoral, defendida en 2015, se titula Las construcciones con "se" desde una perspectiva variacionista y dialectal. En ella estudia la evolución, distribución y función de los pronombres reflexivos en las variedades rurales del español peninsular y el gallego. 
Desde 2013, es asistente de la cátedra de Lingüística Íbero-Romance en el Institute of Romance Studies de la Universidad de Zúrich, y en 2018 asumió el cargo de profesora asociada. Entre sus trabajos sobre variaciones dialectales en redes sociales publicados destaca Variación en las redes sociales: datos twilectales, dentro del monográfico Variación lingüística e internet: cayendo en la red editado por ella misma y Ana Estrada Arráez.
Activa en las redes sociales, desde mayo de 2011 escribe en su blog de divulgación lingüística Se me va de la lengua, donde analiza las relaciones entre lengua e identidad. Asimismo, en su canal de YouTube genera contenido sobre lingüística y metodología.

### Becas y proyectos
En 2020, la Swiss National Science Foundation le adjudicó una beca de 994.490 francos suizos para el proyecto que lleva por título Sociolingüística rural en las Islas Canarias: innovación lingüística y difusión (RurICan).

## Obra
- 2017 – Construcciones, usos y variación desde el latín hasta la actualidad. ISBN 978-3-631-66662-3
- 2017 – Variación en las redes sociales: datos twilectales. ISSN 1579-9425.
- 2018 – Aproximación metodológica al estudio de la variación lingüística en las interacciones digitales.[6]